# Distrito Municipal de Ngaka Modiri Molema
Ngaka Modiri Molema es un distrito municipal de Sudáfrica en la provincia del Noroeste.
Comprende una superficie de 18 332 km².
El centro administrativo es la ciudad de Mahikeng.

## Municipios locales
El distrito está integrado por los siguientes municipios locales:
| Municipio local   | Población | %      | Idioma principal |
| ----------------- | --------- | ------ | ---------------- |
| Mahikeng          | 291 527   | 34,59% | Setswana         |
| Ditsobotla        | 168 902   | 20,04% | Setswana         |
| Ramotshere Moiloa | 150 713   | 17,88% | Setswana         |
| Tswaing           | 124 218   | 14,74% | Setswana         |
| Ratlou            | 107 339   | 12,74% | Setswana         |